# Kayahan
Kayahan, né Kayahan Açar le 29 mars 1949 à Izmir et mort le 3 avril 2015 à Istanbul, est un auteur-compositeur-interprète turc.

## Biographie
En 1990, il participe au Concours Eurovision avec sa chanson Gözlerinin Hapsindeyim et se classe à la 17e place. Très populaire depuis les années 1990, il est considéré comme l'un des principaux chanteurs pop de Turquie.

### Discographie
- 1975 - Bekle Gülüm - Ateş
- 1978 - İstanbul Hatırası - Neden Olmasın?
- 1988 - Benim Şarkılarım
- 1989 - Benim Şarkılarım 2 (Siyah Işıklar)
- 1991 - Yemin Ettim
- 1992 - Odalarda Işıksızım
- 1993 - Son Şarkılarım
- 1995 - Benim Penceremden
- 1996 - Canımın Yaprakları
- 1998 - Emrin Olur
- 1999 - Beni Azad Et
- 2000 - Gönül Sayfam
- 2003 - Ne Oldu Can
- 2004 - Kelebeğin Şansı
- 2007 - Biriciğime